# District de Lusaka
Pour les articles homonymes, voir Lusaka (homonymie).

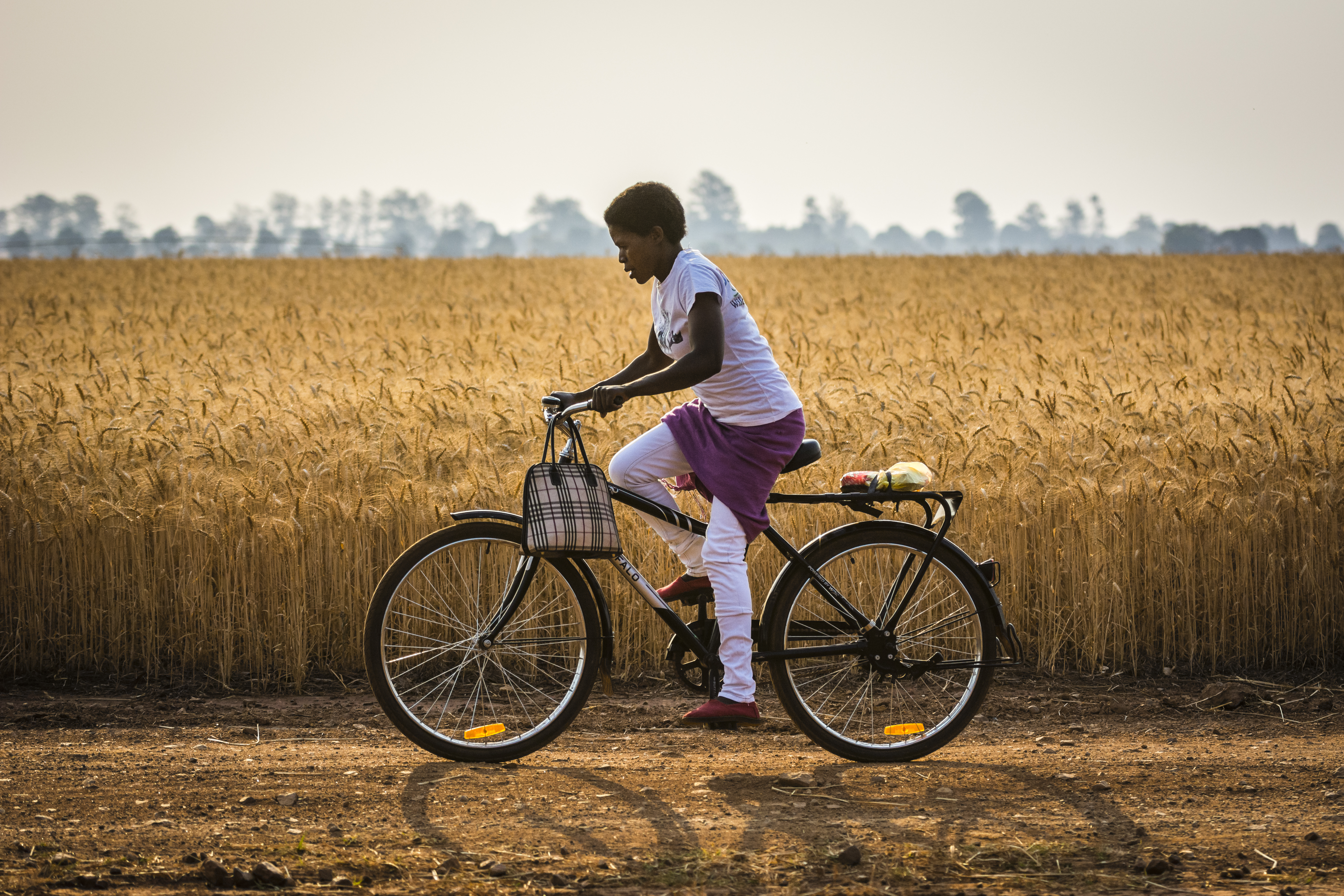
Jeune femme à bicyclette longeant un champ de céréales.

Le district de Lusaka est un district de Zambie, situé dans la Province de Lusaka. Sa capitale se situe à Lusaka. Selon le recensement zambien de 2000, le district a une population de 1 084 703 personnes.